# Stazione meteorologica di Sant'Elia a Pianisi
La stazione meteorologica di Sant'Elia a Pianisi è la stazione meteorologica di riferimento per la località di Sant'Elia a Pianisi.

## Coordinate geografiche
La stazione meteo si trova nell'Italia meridionale, in Molise, in provincia di Campobasso, nel comune di Sant'Elia a Pianisi, ad un'altezza di 650 metri s.l.m. e alle coordinate geografiche 41°37′N 14°52′E.

## Dati climatologici
In base alla media trentennale di riferimento 1961-1990, la temperatura media del mese più freddo, gennaio, si attesta a +3,6 °C; quella del mese più caldo, agosto, è di +22,9 °C  .
| Sant'Elia a Pianisi | Mesi | Mesi | Mesi | Mesi | Mesi | Mesi | Mesi | Mesi | Mesi | Mesi | Mesi | Mesi | Stagioni | Stagioni | Stagioni | Stagioni | Anno |
| Sant'Elia a Pianisi | Gen  | Feb  | Mar  | Apr  | Mag  | Giu  | Lug  | Ago  | Set  | Ott  | Nov  | Dic  | Inv      | Pri      | Est      | Aut      | Anno |
| ------------------- | ---- | ---- | ---- | ---- | ---- | ---- | ---- | ---- | ---- | ---- | ---- | ---- | -------- | -------- | -------- | -------- | ---- |
| T. max. media (°C)  | 6,3  | 8,4  | 10,9 | 15,2 | 19,7 | 24,9 | 27,8 | 28,5 | 23,7 | 17,4 | 12,2 | 8,5  | 7,7      | 15,3     | 27,1     | 17,8     | 17,0 |
| T. min. media (°C)  | 1,0  | 1,5  | 4,0  | 6,9  | 10,3 | 14,3 | 16,7 | 17,3 | 14,0 | 10,0 | 6,5  | 3,2  | 1,9      | 7,1      | 16,1     | 10,2     | 8,8  |